# Noordgouwe
Noordgouwe est un village appartenant à la commune néerlandaise de Schouwen-Duiveland, situé dans la province de la Zélande. Le 2 janvier 2008, le village comptait 759 habitants.
Noordgouwe était une commune indépendante jusqu'au 1er janvier 1961. À cette date, la commune a été rattachée à Brouwershaven.

## Histoire
Noordgouwe est l'une des plus jeunes villages de Schouwen-Duiveland. Jusqu'au XIVe siècle cet endroit était un bras de mer,la Gouwe, les îles Schouwen, Duiveland Dreischor étaient séparées les uns des autres. Il s'est envasé et en 1374 deux barrages ont été construits. Le village a été construit un peu plus tard.
En 1530, les digues du polder, très fertile, de Saint-Jérôme (Sint-Jeroenspolder) se brisent et la zone est inondée.

## Personnalités liées à la commune
- Willem Gerard van der Grijp (1735-1811), pasteur et homme politique néerlandais.